# Megamareta phaneropyga
Megamareta phaneropyga är en kackerlacksart som först beskrevs av Lucien Chopard 1924.  Megamareta phaneropyga ingår i släktet Megamareta och familjen småkackerlackor. Inga underarter finns listade i Catalogue of Life.